# Christoph Poschenrieder

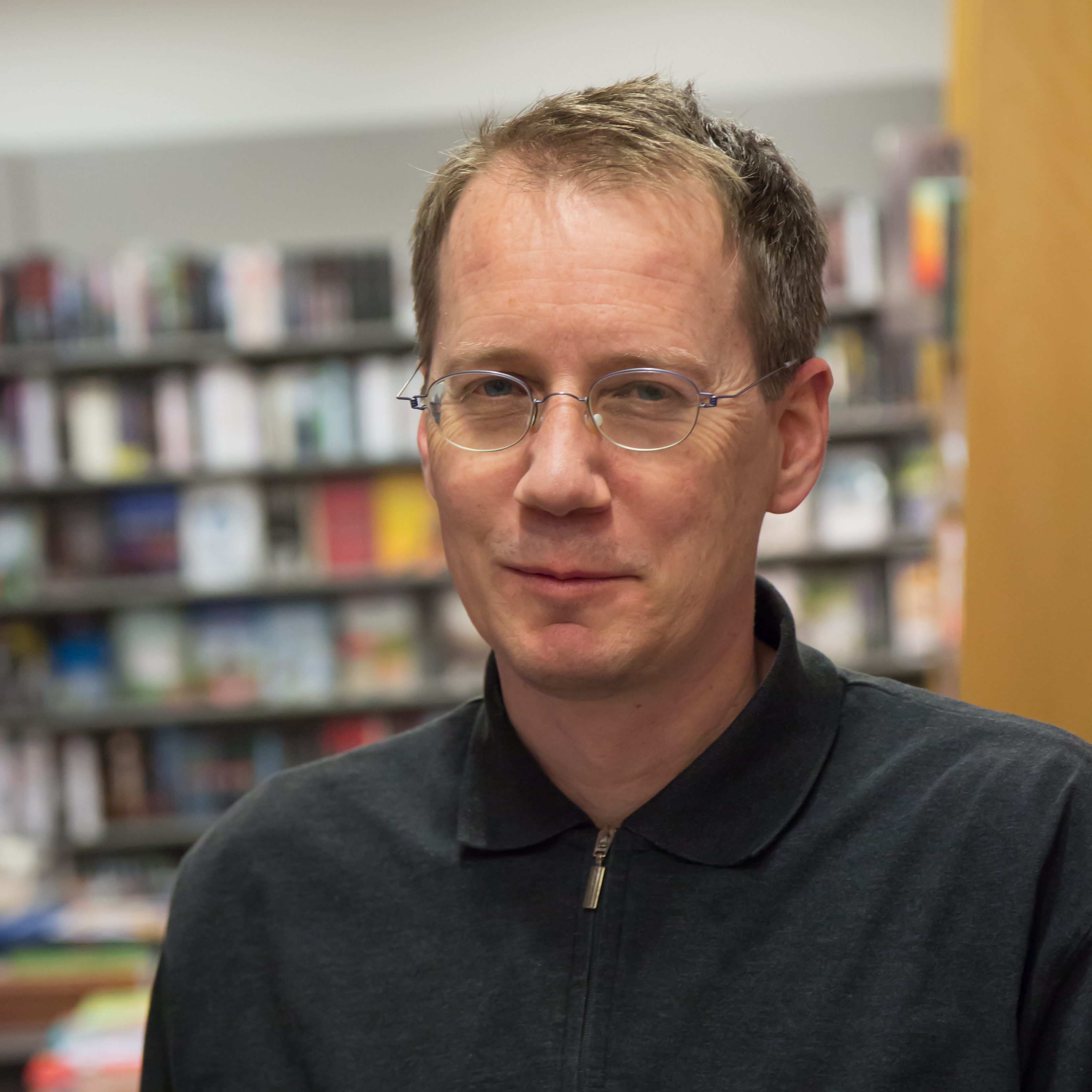
Christoph Poschenrieder (2014)

Christoph Poschenrieder (* 6. Juni 1964 bei Boston) ist ein deutscher Journalist und Schriftsteller. Er lebt in München.

## Leben
Poschenrieder studierte an der jesuitischen Hochschule für Philosophie München und besuchte die Journalistenschule an der Columbia University, New York. Seit 1993 arbeitet er als freier Journalist und Autor von Dokumentarfilmen. Sein Debütroman Die Welt ist im Kopf stellt den jungen Arthur Schopenhauer in den Mittelpunkt. In Deutschlandfunk Kultur bezeichnete Wolfgang Schneider das Buch als „eines der bemerkenswertesten Debüts des Frühjahrs“. „In einer eleganten, unaufdringlich historisierenden Sprache“ werde „ein detailsattes Panorama der frühen Biedermeierzeit“ entfaltet. Auch in Poschenrieders weiteren Büchern geht es häufig um Schopenhauer, so unter anderem in seinem Roman Mauersegler (2015). Dort erzählt der Autor von dem Journalisten und Philosophiedozenten Carl, der mit seinen Freunden in eine Alten-WG zieht, wo sie sich gegenseitig Sterbehilfe leisten. Carl zitiert immer wieder aus Schopenhauers Werken und besitzt einige Erstausgaben.

## Auszeichnungen
- 2014: Nominierung (Longlist) zum Deutschen Buchpreis
- 2015/2016: Stipendium  Internationales Künstlerhaus Villa Concordia, Bamberg
- 2016 (Oktober/Dezember): Künstlerstipendium  Deutsches Studienzentrum in Venedig
- 2017: Arbeitsstipendium der Landeshauptstadt München (6000 Euro) für das Romanprojekt Meyrink und die Macht des Wortes
- 2019: "Literatur-Stern des Jahres 2019" der Abendzeitung München für Der unsichtbare Roman

## Romane
- Die Welt ist im Kopf. Diogenes, Zürich 2010
- Der Spiegelkasten. Diogenes, Zürich 2011
- Das Sandkorn. Diogenes, Zürich 2014, ISBN 978-3-257-24325-3
- Mauersegler. Diogenes, Zürich 2015, ISBN 978-3-257-06934-1
- Kind ohne Namen. Diogenes, Zürich 2017, ISBN 978-3-257-07000-2
- Der unsichtbare Roman. Diogenes, Zürich 2019, ISBN 978-3-257-07077-4
- Ein Leben lang. Diogenes, Zürich 2022, ISBN 978-3-257-07195-5